# Bajaj Qute
 (février 2023).
Le Bajaj Qute, anciennement appelé Bajaj RE60, est un modèle de quadricycle construit par la société indienne Bajaj Auto et destiné principalement au marché intérieur indien. Dévoilé le 3 janvier 2012, il s'agit du premier véhicule à quatre roues fabriqué par Bajaj Auto. En Inde, le Qute n'est pas classé comme une automobile.
Le 22 mai 2013, le gouvernement central l'a légalement classé comme un quadricycle. Il est incapable d'atteindre la vitesse de 90 km/h et ne peut donc être utilisé qu'à des fins commerciales pour remplacer les tuk-tuk motorisés.

## Histoire
En 2010, Bajaj Auto a annoncé la coopération avec Renault et Nissan Motor pour développer une voiture d'un prix de 2 500 $ US.
Bajaj Auto a dévoilé pour la première fois le Bajaj Qute sous le nom de RE60 le 3 janvier 2012, à l'Auto Expo 2012 à Delhi. Bajaj Auto est mieux connu pour ses scooters et tuk-tuk motorisés à trois roues, c'est le deuxième constructeur indien de véhicules à deux roues et un leader mondial des véhicules à trois roues. Le Qute est le premier pas de Bajaj sur le marché des quatre roues. Lors de son dévoilement, la société a annoncé que la voiture avait un rendement énergétique élevé de 35km/l et de faibles émissions de dioxyde de carbone.
Avec un taximètre inclus dans le tableau de bord du modèle de base, la firme cible les utilisateurs de tuk-tuk motorisé en proposant un quatre-roues aussi économique qu'un trois-roues, mais de façon plus sécurisé et confortable.

## Spécifications techniques
Le Qute est propulsé par un moteur monocylindre de 200 cc avec une capacité de générer une puissance de 20 ch. Le quatre roues est doté d'une carrosserie monocoque métal-polymère, pesant alors 400 kg. Son rayon de braquage est 3,5 mètres (11,48293965 pi). La vitesse maximale est limitée à 70 km/h.

## Sécurité
Le Qute dans sa configuration européenne standard a reçu 1 étoile dans les classements Euro NCAP  en quadricycle en 2016.

## Objectif

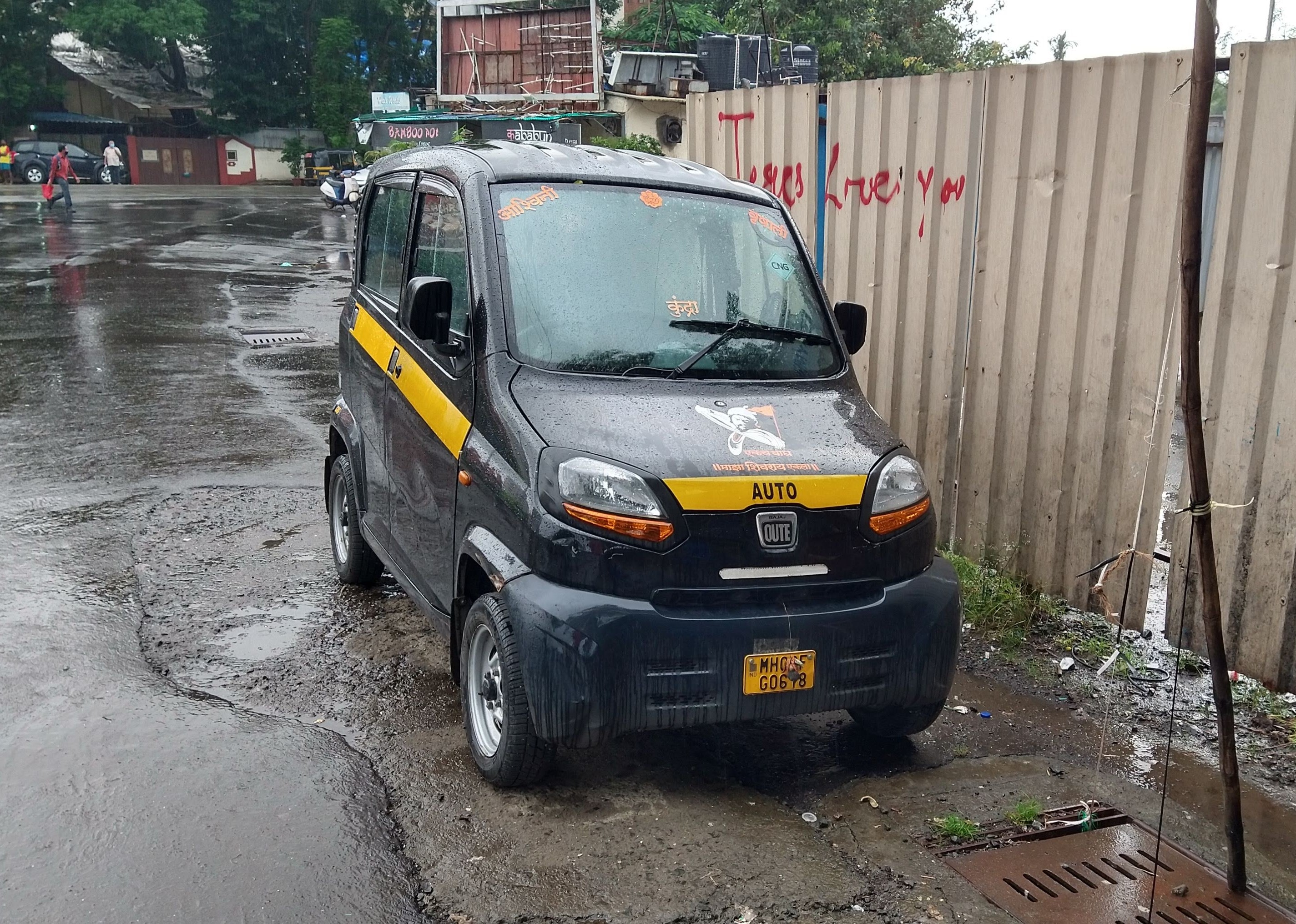
Un Bajaj Qute utilisé comme taxi à Andheri, Bombay.

Après un temps de retard, Bajaj Auto déploie 5 000 unités par mois du Qute depuis son usine d'Aurangabad et son prix doit être compris entre 125,000 à 250,000 ₹. Le ministère des Transports routiers et des Autoroutes a décidé d'autoriser l'exploitation des quadricycles comme véhicules de tourisme, en plus de l'utilisation commerciale. Ils ont autorisé les jeunes de 16 ans à conduire uniquement des quadricycles.
En 2019, le Qute a finalement obtenu toutes les approbations pour les routes indiennes après six ans de combats juridiques et d'obstacles réglementaires. Les gouvernements de 22 états l'ont approuvé et sillonnent déjà les routes de six de ces états : Kerala, Gujarat, Rajasthan, Uttar Pradesh, Odisha et Maharashtra.

## Dans la culture populaire
Un Bajaj Qute apparaît dans le film de comédie romantique Le Secret de la cité perdue sorti en 2022, où il est utilisé par les personnages principaux avant d'être détruit.